# Ctenichneumon semicaeruleus
Ctenichneumon semicaeruleus là một loài tò vò trong họ Ichneumonidae.